# 歌心 流行歌120選
『歌心 流行歌120選』，是由BMG JAPAN企劃、制作，數字直銷株式會社（Digital Direct Inc.）的
郵購專用CD箱。

## 概要
- 是以昭和的名曲為中心，選擇演歌的超級巨星們120曲的CD集。
- 續篇有『歌王』、『歌宴』等。
- 付有有關CD6枚組和曲子的講解手冊。

## 收錄曲

### CD-1：日本哥倫比亞
| 曲順 | 曲目                                    | 歌手名                         | 發行年月日     | 唱片公司     |
| ---- | --------------------------------------- | ------------------------------ | -------------- | ------------ |
| 1    | 港街十三號（港町十三番地）              | 美空雲雀                       | 1957年         | 日本哥倫比亞 |
| 2    | 這裡是東京啊 媽媽（東京だョおっ母さん） | 島倉千代子                     | 1957年3月10日  | 日本哥倫比亞 |
| 3    | 人生劇場                                | 村田英雄                       | 1959年         | 日本哥倫比亞 |
| 4    | 潮來母情（潮来お母さん）                | 花村菊江                       | 1960年         | 日本哥倫比亞 |
| 5    | 出世街道                                | 畠山綠                         | 1962年12月20日 | 日本哥倫比亞 |
| 6    | 女人之宿（おんなの宿）                  | 大下八郎                       | 1964年         | 日本哥倫比亞 |
| 7    | 柔                                      | 美空雲雀                       | 1964年11月20日 | 日本哥倫比亞 |
| 8    | 你在雨夜歸來（雨の夜あなたは帰る）      | 島和彥                         | 1966年         | 日本哥倫比亞 |
| 9    | 絕唱                                    | 舟木一夫                       | 1966年         | 日本哥倫比亞 |
| 10   | 新宿布魯斯（新宿ブルース）              | 扇廣子                         | 1967年3月      | 日本哥倫比亞 |
| 11   | 愛的微波（愛のさざなみ）                | 島倉千代子                     | 1968年7月1日   | 日本哥倫比亞 |
| 12   | 思案橋布魯斯（思案橋ブルース）          | 中井昭，高橋勝とコロラティーノ | 1968年4月25日  | 日本哥倫比亞 |
| 13   | 心的殘留（心のこり）                    | 細川貴志                       | 1975年4月1日   | 日本哥倫比亞 |
| 14   | 淚川（さだめ川）                        | 千秋直美                       | 1975年7月25日  | 日本哥倫比亞 |
| 15   | 女人的出帆（おんなの出船）              | 松原伸惠                       | 1979年7月1日   | 日本哥倫比亞 |
| 16   | 愛的水中花（愛の水中花）                | 松坂慶子                       | 1979年7月1日   | 日本哥倫比亞 |
| 17   | 大阪時雨（大阪しぐれ）                  | 都春美                         | 1980年2月1日   | 日本哥倫比亞 |
| 18   | 浪花戀時雨（浪花恋しぐれ）              | 都春美・岡千秋                 | 1983年5月21日  | 日本哥倫比亞 |
| 19   | 望鄉民謠（望郷じょんがら）              | 細川貴志                       | 1985年8月21日  | 日本哥倫比亞 |
| 20   | 愛燦燦                                  | 美空雲雀                       | 1986年5月29日  | 日本哥倫比亞 |

### CD-2：日本勝利娛樂
| 曲順 | 曲目                                   | 歌手名                 | 發行年月日     | 唱片公司     |
| ---- | -------------------------------------- | ---------------------- | -------------- | ------------ |
| 1    | 辯天小僧                               | 三浦洸一               | 1955年         | 日本勝利娛樂 |
| 2    | 紅與黑的布魯斯（赤と黒のブルース）     | 鶴田浩二               | 1955年9月      | 日本勝利娛樂 |
| 3    | 夜霧的第二國道（夜霧の第二国道）       | 法蘭克永井             | 1957年10月     | 日本勝利娛樂 |
| 4    | 不許哭（泣かないで）                   | 和田弘與MAHINA明星樂隊 | 1957年         | 日本勝利娛樂 |
| 5    | 大阪生活（大阪ぐらし）                 | 法蘭克永井             | 1958年8月      | 日本勝利娛樂 |
| 6    | 恍惚的布魯斯（恍惚のブルース）         | 青江三奈               | 1966年6月21日  | 日本勝利娛樂 |
| 7    | 女人的嘆息（女のためいき）             | 森進一                 | 1966年6月21日  | 日本勝利娛樂 |
| 8    | 生命也枯萎（命かれても）               | 森進一                 | 1967年9月10日  | 日本勝利娛樂 |
| 9    | 一人酒場（ひとり酒場で）               | 森進一                 | 1968年7月5日   | 日本勝利娛樂 |
| 10   | 池袋之夜（池袋の夜）                   | 青江三奈               | 1969年7月1日   | 日本勝利娛樂 |
| 11   | 子連狼（子連れ狼）                     | 橋幸夫與幼草兒童合唱團 | 1971年12月25日 | 日本勝利娛樂 |
| 12   | 圓山・花町・母町（円山・花町・母の町） | 三善英史               | 1973年2月5日   | 日本勝利娛樂 |
| 13   | 奉獻予你（あなたにあげる）             | 西川峰子               | 1974年2月25日  | 日本勝利娛樂 |
| 14   | 加拿大來信（カナダからの手紙）         | 平尾昌晃與畑中葉子     | 1978年1月10日  | 日本勝利娛樂 |
| 15   | 回來吧（帰ってこいよ）                 | 松村和子               | 1980年4月21日  | 日本勝利娛樂 |
| 16   | 今夜難分離（今夜は離さない）           | 橋幸夫與安倍里葎子     | 1983年7月21日  | 日本勝利娛樂 |
| 17   | 好喜欢哦（やっぱ好きやねん）           | やしきたかじん         | 1986年9月21日  | 日本勝利娛樂 |
| 18   | 麥田（麦畑）                           | Oyones（オヨネーズ）   | 1989年8月21日  | 日本勝利娛樂 |
| 19   | 蟬（蜩（ひぐらし））                   | 長山洋子               | 1999年12月16日 | 日本勝利娛樂 |
| 20   | 虞美人草                               | 長保有紀               | 1999年12月16日 | 日本勝利娛樂 |

### CD-3：日本帝蓄娛樂
| 曲順 | 曲目                                     | 歌手名                 | 發行年月日     | 唱片公司 |
| ---- | ---------------------------------------- | ---------------------- | -------------- | -------- |
| 1    | 大利根無情                               | 三波春夫               | 1959年         | 帝蓄娛樂 |
| 2    | 月下的法善寺橫町（月の法善寺横町）       | 藤島桓夫               | 1960年         | 帝蓄娛樂 |
| 3    | 島育ち                                   | 田端義夫               | 1962年         | 帝蓄娛樂 |
| 4    | 您的布魯斯（あなたのブルース）           | 矢吹健                 | 1968年6月5日   | 帝蓄娛樂 |
| 5    | 熱海之夜（熱海の夜）                     | 箱崎晉一郎             | 1969年1月10日  | 東芝EMI  |
| 6    | 因為你是我心中的愛妻（君は心の妻だから） | 鶴岡雅義與東京羅曼蒂克 | 1969年3月5日   | 帝蓄娛樂 |
| 7    | 怨曲（怨み節）                           | 梶芽衣子               | 1971年12月1日  | 帝蓄娛樂 |
| 8    | 淚之戀（なみだ恋）                       | 八代亞紀               | 1973年2月25日  | 帝蓄娛樂 |
| 9    | 我祈禱（わたし祈ってます）               | 伊藤敏與Happy&Blue     | 1974年7月25日  | 帝蓄娛樂 |
| 10   | 白蘭地酒杯（ブランデーグラス）           | 石原裕次郎             | 1979年11月25日 | 帝蓄娛樂 |
| 11   | 女人的自言自語（そんな女のひとりごと）   | 增位山太志郎           | 1977年8月25日  | 帝蓄娛樂 |
| 12   | 兩人酒（ふたり酒）                       | 川中美幸               | 1980年3月25日  | 帝蓄娛樂 |
| 13   | 老爺子（だんな様）                       | 三船和子               | 1982年8月1日   | 東芝EMI  |
| 14   | 我的人生不後悔（わが人生に悔いなし）     | 石原裕次郎             | 1987年4月21日  | 帝蓄娛樂 |
| 15   | 北之旅人（北の旅人）                     | 石原裕次郎             | 1987年8月10日  | 帝蓄娛樂 |
| 16   | 北空港                                   | 桂銀淑與濱圭介         | 1987年11月5日  | 東芝EMI  |
| 17   | 風之盆戀歌（風の盆恋歌）                 | 石川小百合             | 1989年6月18日  | 帝蓄娛樂 |
| 18   | 河內男人節（河内おとこ節）               | 中村美律子             | 1989年6月28日  | 東芝EMI  |
| 19   | 絆酒（酒きずな）                         | 天童芳美               | 1993年1月21日  | 帝蓄娛樂 |
| 20   | 二輪草                                   | 川中美幸               | 1998年1月1日   | 帝蓄娛樂 |

### CD-4：日本帝王唱片
| 曲順 | 曲目                                      | 歌手名                     | 發行年月日    | 唱片公司     |
| ---- | ----------------------------------------- | -------------------------- | ------------- | ------------ |
| 1    | 紅燈終列車（赤いランプの終列車）          | 春日八郎                   | 1953年        | 日本帝王唱片 |
| 2    | 男人的布魯斯（男のブルース）              | 三船浩                     | 1957年        | 日本帝王唱片 |
| 3    | 夕陽鳶（夕焼けとんび）                    | 三橋美智也                 | 1958年        | 日本帝王唱片 |
| 4    | 星塵的町（星屑の町）                      | 三橋美智也                 | 1962年        | 日本帝王唱片 |
| 5    | 下町的太陽（下町の太陽）                  | 倍賞千惠子                 | 1962年        | 日本帝王唱片 |
| 6    | 長崎的女人（長崎の女）                    | 春日八郎                   | 1963年        | 日本帝王唱片 |
| 7    | Una Sera di Tokio（ウナ・セラ・ディ東京） | 花生姐妹（ザ・ピーナッツ） | 1964年        | 日本帝王唱片 |
| 8    | 東京流浪者（東京流れもの）                | 竹越紘子                   | 1965年        | 日本帝王唱片 |
| 9    | 愛的相互接觸（愛のふれあい）              | 澤宏與TOKYO99              | 1968年3月1日  | 日本帝王唱片 |
| 10   | 如果只是一次（一度だけなら）              | 野村真樹                   | 1970年6月5日  | 日本BMG      |
| 11   | 得不到真愛的女人（噂の女）                | 內山田洋與Cool・five       | 1970年7月5日  | 日本BMG      |
| 12   | 離別的搖籃曲（遠くはなれて子守唄）        | 白川奈美                   | 1971年8月25日 | 日本華納音樂 |
| 13   | 女人的布魯斯（女のブルース）              | 藤圭子                     | 1970年2月5日  | 日本BMG      |
| 14   | 戀歌（恋唄）                              | 內山田洋與Cool・five       | 1972年7月25日 | 日本BMG      |
| 15   | 北歸（北へ帰ろう）                        | 德久廣司                   | 1975年8月25日 | 日本華納音樂 |
| 16   | 棲木（とまり木）                          | 小林幸子                   | 1980年1月1日  | 日本華納音樂 |
| 17   | 女人的心情（女のきもち）                  | 角川博                     | 1982年        | 日本BMG      |
| 18   | 也許（もしかして）PARTII                  | 小林幸子與美樹克彥         | 1984年7月10日 | 日本華納音樂 |
| 19   | Hotel（ホテル）                           | 島津ゆたか                 | 1985年2月     | 日本帝王唱片 |
| 20   | 男人船（男船）                            | 神野美伽                   | 1985年2月25日 | 日本帝王唱片 |
| 21   | 白色海峽（白い海峡）                      | 大月都                     | 1992年6月3日  | 日本帝王唱片 |

### CD-5：日本王冠, 日本環球音樂
| 曲順 | 曲目                                         | 歌手名              | 發行年月日     | 唱片公司     |
| ---- | -------------------------------------------- | ------------------- | -------------- | ------------ |
| 1    | 淚酒（涙の酒）                               | 大木伸夫            | 1964年4月      | 日本環球音樂 |
| 2    | 何も云わないで                               | 園麻里              | 1964年         | 日本環球音樂 |
| 3    | 在下町長大（下町育ち）                       | 笹綠                | 1965年         | 日本王冠     |
| 4    | いっぽんどっこの唄                           | 水前寺清子          | 1966年         | 日本王冠     |
| 5    | 京都之夜（京都の夜）                         | 愛田健二            | 1967年6月      | 日本環球音樂 |
| 6    | 知道多了（知りすぎたのね）                   | Los・indios         | 1968年8月20日  | 日本環球音樂 |
| 7    | さようならは五つのひらがな                   | 黑澤明與Los・primos | 1975年         | 日本王冠     |
| 8    | 夜之銀狐（夜の銀狐）                         | 齊條史朗            | 1969年         | 日本王冠     |
| 9    | 何不與我一同（ついて来るかい）               | 小林旭              | 1970年12月25日 | 日本環球音樂 |
| 10   | 天蠍座的女人（さそり座の女）                 | 美川憲一            | 1972年12月20日 | 日本王冠     |
| 11   | 昭和枯草（昭和枯れすすき）                   | さくらと一郎        | 1974年7月1日   | 日本王冠     |
| 12   | 昭和布魯斯（昭和ブルース）                   | 天知茂              | 1980年         | 日本環球音樂 |
| 13   | 再見Haiseiko（競馬名）（さらばハイセイコー） | 增澤末夫            | 1975年1月1日   | 日本環球音樂 |
| 14   | 沒出息（意気地なし）                         | 森雄二與南方十字星  | 1976年         | 日本王冠     |
| 15   | 步（歩）                                     | 北島三郎            | 1976年6月25日  | 日本王冠     |
| 16   | 向北（北へ）                                 | 小林旭              | 1977年1月25日  | 日本環球音樂 |
| 17   | 繞道（まわり道）                             | 琴風豪規            | 1982年         | 日本環球音樂 |
| 18   | 祭（まつり）                                 | 北島三郎            | 1984年11月5日  | 日本王冠     |
| 19   | 愛人                                         | 鄧麗君              | 1985年2月21日  | 日本環球音樂 |
| 20   | 無言坡（無言坂）                             | 香西薰              | 1993年3月17日  | 日本環球音樂 |

### CD-6：索尼音樂直銷
| 曲順 | 曲目                             | 歌手名             | 發行年月日     | 唱片公司               |
| ---- | -------------------------------- | ------------------ | -------------- | ---------------------- |
| 1    | 新宿長大的（新宿そだち）         | 大木英夫、津山洋子 | 1967年9月10日  | 德間日本通信           |
| 2    | もう恋なのか                     | 錦野旦             | 1970年5月1日   | 索尼唱片               |
| 3    | 他人船                           | 小野由紀子         | 1971年6月      | 德間日本通信           |
| 4    | 夜空                             | 五木宏             | 1973年10月20日 | 德間日本通信           |
| 5    | 阿雪（おゆき）                   | 內藤國雄           | 1971年3月1日   | 索尼唱片               |
| 6    | 我與秋風（すきま風）             | 杉良太郎           | 1976年10月1日  | 索尼唱片               |
| 7    | 追夢酒（夢追い酒）               | 渥美二郎           | 1978年2月25日  | 索尼唱片               |
| 8    | 要是我可以的話（おれでよければ） | 田邊靖雄           | 1980年2月25日  | 索尼唱片               |
| 9    | 釜山港歸來（釜山港へ帰れ）       | 趙容弼             | 1982年9月1日   | 寶麗思達               |
| 10   | 酒館（居酒屋）                   | 木之實奈奈與五木宏 | 1982年10月25日 | 德間日本通信           |
| 11   | 長良川艷歌                       | 五木宏             | 1984年9月17日  | 德間日本通信           |
| 12   | 想念迷子（想いで迷子）           | 趙容弼             | 1986年9月      | 寶麗思達               |
| 13   | 可愛的日子（愛しき日々）         | 堀內孝雄           | 1986年10月25日 | Up-Front Works／zetima |
| 14   | 歸河（戻り川）                   | 伍代夏子           | 1987年9月21日  | 索尼唱片               |
| 15   | 暗夜航路                         | 金蓮子             | 1989年10月5日  | 日本VAP                |
| 16   | 悄悄的雨（忍ぶ雨）               | 伍代夏子           | 1990年5月21日  | 索尼唱片               |
| 17   | 心酒（こころ酒）                 | 藤彩子             | 1992年2月22日  | 索尼唱片               |
| 18   | 紫色雨情（むらさき雨情）         | 藤彩子             | 1993年4月1日   | 索尼唱片               |
| 19   | 腕に虹だけ                       | 小林旭             | 1995年2月22日  | 索尼唱片               |

## 外部連結
- Sony Music Shop（日文）